# Nemertins
Els nemertins (Nemertea) són un embrancament d'animals triblàstics no segmentats i vermiformes. La majoria de les espècies són marines, però n'hi ha que viuen en aigua dolça i algunes són terrestres. Se n'han comptabilitzat 1.354 espècies.

## Anatomia

### Sistema tegumentari
Tota la superfície del cos està coberta per cilis. La paret del cos està més organitzada que en els platihelmints, amb menys teixit parenquimàtic i amb musculatura superior.
La pell consta d'una epidermis externa formada per un epiteli columnar ciliat que secreta moc, i una derma laxa i densa interna del teixit connectiu.

### Sistema nerviós
Consisteix en un cervell de quatre ganglis que rodegen el rincocel i dos parells de cadenes nervioses principals que discorren ventralment; poden presentar cordons nerviosos longitudinals addicionals. L'epidermis posseeix receptors ciliats individuals, en grups i invaginats en solcs cefàlics; es pensa que funcionen en la recepció tàctil i química. Posseeixen ulls semblants a les planàries i en nombre de dos a cents d'ells. Són fototàcticament negatius.

### Sistema circulatori
Sistema circulatori tancat. Dos vasos longitudinals corren a cada banda del tub digestiu interconnectats anterior i posteriorment per espais expandits. Els vasos majors són contràctils, encara que de manera irregular; i el flux sanguini sovint és invertit. La sang conté amebòcits i pigments de funció incerta.

### Aparell digestiu
Aparell digestiu complet, tubular, i consisteix en boca, cavitat bucal, esòfag, estómac glandular, intestí amb diverticles laterals i anus.

### Probòscide
L'òrgan més característic i peculiar dels nemertins és la probòscide o trompa; presenta les següents característiques:
- Es troba a dins d'una cavitat tubular (rincocel),[4] una cavitat plena de líquid que alguns autors interpreten com un autèntic celoma; el rincocel s'obre dorsalment respecte a la boca i s'estén a quasi tota la longitud del cos.
- No està connectada al tub digestiu.
- Algunes espècies posseeixen estilets verinosos a la punta.
- Es dispara per pressió hidroestàtica, evaginant-se en el procés, i després un múscul retractor torna la probòscide a la seva beina.

## Alimentació
Són exclusivament carnívors i capturen altres invertebrats de nit amb les probòscides. Les espècies amb estilets verinosos punxen la presa i alliberen una neurotoxina que les paralitza; les espècies sense estilet enrotllen la seva trompa al voltant de la presa. En tots dos casos s'empassen sencera la presa.

## Excreció
L'excreció es realitza a través de protonefridis similars als trobats en els platihelmints.

## Reproducció
Són unisexuals i la reproducció és bàsicament sexual. Es formen gònades al llarg de cada costat del cos a partir de grups de cèl·lules parenquimàtiques que es desenvolupa un conducte curt i un gonoporus, els gàmetes són expulsats per contraccions musculars. A vegades els nemertins s'agreguen abans que els gàmetes siguin posts o puguin formar parelles, ja que no posseeixen d'òrgans copuladors. Els ous fecundats poden ser deixats en galeries, en cordons d'un gel adhesiu o a la deriva en el plàncton. Algunes espècies poden reproduir-se per fragmentació, literalment esclatant i escampant els fragments.

## Desenvolupament
El patró de desenvolupament varia, algunes espècies marines produeixen una larva lliure nedadora planctònica (pilidum). Aquesta larva està mancada d'anus i presenta algunes semblances amb la larva planctònica de certs políclads (Turbellaria), així com amb les larves dels trocòfors.

## Ecologia
Viuen en aigües poc profundes i a la costa. Qualcunes espècies són d'aigua dolça o terrestres en sòl humit.
Quan se'ls molesta els nemertins esclaten com a mitjà de defensa; es fragmenten en nombroses parts que per regeneració i en condicions favorables produeixen nous individus.

## Filogènesi
Les relacions dels nemertins amb altres invertebrats són encara dubtoses. En el cladograma A es considera que els nemertins comparteixen un ancestre acelomat amb els platihelmints, de manera que l'anus i l'aparell circulatori serien fites evolutives pròpies dels nemertins en la línia acelomada. En el cladograma B, els platihelmints i els nemertins no formen un clade monofilètic; els nemertins compartirien amb els protòstoms celomats la possessió d'anus i el desenvolupament de l'aparell circulatori.
| Acoelomata | \| \| Platyhelminthes \| \| \| \| \| \| Nemertea \| \| \| \| |
|            | \| \| Platyhelminthes \| \| \| \| \| \| Nemertea \| \| \| \| |
|            | Protostomia                                                  |
|            |                                                              |
|            | Platyhelminthes                                              |
|            |                                                              |
|            | Nemertea                                                     |
|            |                                                              |

|  | Platyhelminthes |
|  |                 |
|  | Nemertea        |
|  |                 |

| Acoelomata | \| \| Platyhelminthes \| \| \| \| \| \| Nemertea \| \| \| \| |
|            | \| \| Platyhelminthes \| \| \| \| \| \| Nemertea \| \| \| \| |
|            | Protostomia                                                  |
|            |                                                              |
|            | Platyhelminthes                                              |
|            |                                                              |
|            | Nemertea                                                     |
|            |                                                              |

|  | Platyhelminthes |
|  |                 |
|  | Nemertea        |
|  |                 |

|  | Platyhelminthes                                          |
|  |                                                          |
|  | \| \| Nemertea \| \| \| \| \| \| Protostomia \| \| \| \| |
|  |                                                          |
|  | Nemertea                                                 |
|  |                                                          |
|  | Protostomia                                              |
|  |                                                          |

|  | Nemertea    |
|  |             |
|  | Protostomia |
|  |             |

|  | Platyhelminthes                                          |
|  |                                                          |
|  | \| \| Nemertea \| \| \| \| \| \| Protostomia \| \| \| \| |
|  |                                                          |
|  | Nemertea                                                 |
|  |                                                          |
|  | Protostomia                                              |
|  |                                                          |

|  | Nemertea    |
|  |             |
|  | Protostomia |
|  |             |